# Gewone hooiwagenkrab
De gewone hooiwagenkrab (Macropodia rostrata) is een krab uit de familie Inachidae (vroeger Majidae), die algemeen is voor de Nederlandse en Belgische kust.

## Anatomie
De gewone hooiwagenkrab heeft een driehoekige carapax, waarvan de lengte maximaal 28 mm bedraagt. Ze bezit gesteelde ogen die niet intrekbaar zijn. De rugzijde van de carapax is bezaaid met haakvormige setae, waarop meestal verschillende soorten roodwieren, mosdiertjes en hydroïdpoliepjes zijn vastgehecht. M. rostrata is meestal grijsgeel tot roodbruin. De voorste rand van het rugschild bezit een lang, smal, tweetandig rostrum. De schaarpoten zijn slank en alle pereopoden zijn relatief lang, gestekeld en dragen setae.

## Verspreiding en ecologie
De gewone hooiwagenkrab komt voor op gemengde bodems met stenen, grind of zand, vaak tussen epifauna, vanaf de getijdenzone tot op 150 m diepte. Het is een Oost-Atlantische soort die gevonden wordt van de westkust van Noorwegen (65° N) en het westelijk deel van de Oostzee, tot in Noord-Afrikaanse kustwateren en in de Middellandse Zee.

Ze eten voornamelijk algen, kleine kreeftachtigen en in mindere mate borstelwormen. Ook schelpdieren, stekelhuidigen en mosdiertjes worden gegeten (Verwey 1978).